# Rozajny Małe
Rozajny Małe – osada w Polsce położona w województwie pomorskim, w powiecie kwidzyńskim, w gminie Gardeja i nad jeziorem Różany.
W latach 1975–1998 miejscowość administracyjnie należała do województwa elbląskiego.
Inne miejscowości o nazwie Rozajny: Rozajny